# Северная инуитская собака
Северная инуитская собака — порода собак, выведенная в конце 1980-х, в результате попыток создать домашнюю собаку, по своим физическим характеристикам максимально приближенную к волку. В настоящее время эта порода не признана ни одним из крупных кинологических клубов, а только собственным независимым клубом собаководов. Собака произошла путём скрещивания немецкой овчарки, сибирского хаски и нескольких пород собак инуитов. Изначально эту породу вывели в Канаде, впоследствии завезя в Великобританию.

## Описание

### Внешность
Северная инуитская собака обычно вырастает до средних или крупных размеров, имеет спортивное телосложение и никогда не толстеет. Рост сук доходит до 58—71 см, вес — приблизительно 25—38 кг, в то время как кобели достигают роста 58—81 см и весят 36—48 кг. У этой собаки двойная шерсть и прямой хвост — кудрявый считается дефектом.

### Характер и здоровье
Северная инуитская собака не подходит для начинающих собаковладельцев, так как она может быть очень упрямой и своенравной. Хозяин этой собаки должен быть сильным вожаком для неё, в противном случае он сам будет вынужден подчиниться ей.
Эти собаки хуже поддаются дрессировке, чем другие, более послушные породы. Если долгое время оставлять их без контроля, то у них может возникнуть сепарационная тревога, что приведёт к разрушительным поступкам. Предотвратить это могут тренировки с юного возраста. Обучение с детства — необходимость для этой породы. С другими собаками они очень хорошо сходятся. Однако социализация должна начаться только после прививок, так как их игра может быть очень грубой и неправильно истолкованной.
Некоторые генетические проблемы могут появляться при скрещивании северной инуитской собаки с другими породами. Дислепсия бедра, эпилепсия — всё это нужно проверять перед разведением.

## История
Есть две версии о происхождении северной инуитской собаки. В конце 1980-х, родоначальник породы, Эдди Гаррисон, скрестил несколько смешанных пород спасательных собак неизвестного происхождения, либо потомство сибирского хаски, аляскинского маламута и немецкой овчарки с хорошей родословной, получив первую северную инуитскую собаку. Целью выведения этой породы было создание собаки с внешностью волка и характером домашней собаки, которая хорошо поддаётся дрессировке.
Другая история относительно происхождения этой породы гласит, что несколько канадских эскимосских собак или лабрадоров хаски были завезены в Великобританию из США в конце 70х или начале 80х, где были скрещены с аляскинским маламутом и немецкой овчаркой.
На протяжении многих лет эта порода включалась помимо основного своего клуба, в такие организации, как: Ассоциация собак инуитов, Британские лесные собаки, Англо Вульфдог, Британско-инуитский собачий клуб, Общество Ютонаган; впоследствии также расколовшееся на несколько групп. Ни один из этих клубов не признан крупными собаководческими организациями вроде Британского кинологического клуба.

## Интересные факты
В 2011 году северные инуитские собаки сыграли лютоволков в первом сезоне стартовавшего на телеканале HBO сериала «Игра престолов», основанном на цикле книг «Песнь Льда и Огня» Джоджа Р. Р. Мартина.